# Pilodius areolatus
Pilodius areolatus är en kräftdjursart som först beskrevs av H. Milne Edwards 1834.  Pilodius areolatus ingår i släktet Pilodius och familjen Xanthidae. Inga underarter finns listade i Catalogue of Life.